# Ernst Lindner
Ernst Lindner (11. března 1935 Goldbeck – 11. října 2012 tamtéž) byl východoněmecký fotbalista, reprezentant a trenér.

## Hráčská kariéra
Začínal v rodném Goldbecku, odkud se přesunul do Lokomotive Stendal, se kterou spojil většinu kariéry. Na jaře 1955 byl krátce hráčem DHfK Lipsko a prvoligové Lokomotive Lipsko. Po sezoně 1956, v níž se stal s 18 brankami nejlepším střelcem nejvyšší východoněmecké soutěže, odešel ilegálně do Západního Německa, kde trénoval se Stuttgarter Kickers. Za Stuttgart hrát nemohl, neboť na něj FIFA uvalila zákaz činnosti. Po necelém roce se vrátil zpět do Východního Německa a po vypršení trestu začal opět nastupovat za Lokomotive Stendal, později znovu i za reprezentaci. Kariéru ukončil po sezoně 1969/70.

### Reprezentace
Východní Německo (NDR) reprezentoval v šesti přátelských utkáních, aniž by skóroval. Debutoval v neděli 14. října 1956 v Sofii proti Bulharsku (NDR prohrála 3:1) a naposled se v reprezentaci objevil v neděli 16. září 1962 v Lipsku proti Jugoslávii (nerozhodně 2:2). Šestkrát nastoupil za reprezentační B-mužstvo a byl mládežnickým reprezentantem.

### Ligová bilance
| Ročník                       | Zápasy | Góly | Klub                   |
| ---------------------------- | ------ | ---- | ---------------------- |
| I. liga 1953/54              | 28     | 4    | BSG Lokomotive Stendal |
| II. liga 1954/55 – sk. A     | 18     | 2    | BSG Lokomotive Stendal |
| I. liga 1954/55              | 2      | 0    | SC Lokomotive Lipsko   |
| I. liga 1955                 | 11     | 4    | BSG Lokomotive Stendal |
| I. liga 1956                 | 25     | 18   | BSG Lokomotive Stendal |
| II. liga 1958                | 26     | 8    | BSG Lokomotive Stendal |
| I. liga 1959                 | 26     | 4    | BSG Lokomotive Stendal |
| II. liga 1960                | 26     | 14   | BSG Lokomotive Stendal |
| I. liga 1961/62              | 39     | 11   | BSG Lokomotive Stendal |
| II. liga 1962/63 – sk. sever | 26     | 9    | BSG Lokomotive Stendal |
| I. liga 1963/64              | 26     | 0    | BSG Lokomotive Stendal |
| I. liga 1964/65              | 26     | 0    | BSG Lokomotive Stendal |
| I. liga 1965/66              | 23     | 0    | BSG Lokomotive Stendal |
| I. liga 1966/67              | 24     | 0    | BSG Lokomotive Stendal |
| I. liga 1967/68              | 23     | 0    | BSG Lokomotive Stendal |
| II. liga 1968/69 – sk. sever | 20     | 0    | BSG Lokomotive Stendal |
| II. liga 1969/70 – sk. sever | 28     | 0    | BSG Lokomotive Stendal |
| CELKEM I. LIGA               | 253    | 41   |                        |
| CELKEM II. LIGA              | 144    | 33   |                        |

## Trenérská kariéra
Po skončení hráské kariéry se stal trenérem. V letech 1978–1980 a 1991–1992 vedl Lokomotive / FSV Lok Altmark Stendal.